# Emil Schulthess (Heraldiker)

Ludwig und Emil Schulthess (1818)

Emil Schulthess (* 21. August 1805 in Zürich; † 15. September 1855 ebenda) war ein Schweizer Landschaftsmaler und Heraldiker.
Er war der Zwillingsbruder von Ludwig Schulthess.